# 1947-1948シーズンのBAA
1947-1948シーズンのBAAは、アメリカ合衆国男子プロバスケットボールリーグBAAの2回目のシーズンである。BAA（Basketball Association of America）とは1946年6月6日に設立された、アメリカ初の全米プロバスケットボールリーグであり、現在のNBAの前身に当たる。シーズンは1947年11月12日に始まり、1948年4月21日に全日程が終了した。

## シーズン前

### ドラフト
BAA（NBA）初のドラフトが開催され、クリフトン・マクニーリーが全体1位指名を受けたが、彼を指名したピッツバーグ・アイアンメンはシーズンを前に解散してしまった。結局マクニーリーがプロの世界でプレイすることはなく、その後高校のバスケットコーチとなった。2位指名を受けたグレン・セルボも、彼を指名したトロント・ハスキーズが解散してしまったため、プロデビューを果たすのはBAAがNBAに変わった1949-50シーズンになってからだった。また日系アメリカ人のワッツ・ミサカがニューヨーク・ニックスから指名を受けている。
ドラフトに掛けられずにNBA入りした選手にはハリー・ギャラティン、アンディ・フィリップ、ジム・ポラード、カール・ブラウン、レッド・ロシャらがいる。

### 撤退と加入
BAAは設立から2年目を迎えたが各チームは資金難に苦しみ、早くも撤退チームが現れ、クリーブランド・レベルズ、デトロイト・ファルコンズ、トロント・ハスキーズ、ピッツバーグ・アイアンメンがリーグから離脱。リーグは当初の11チームから7チームにまで減少した。その穴埋めとして、BAAのライバルリーグであるABL（American Basketball League）から、後のワシントン・ウィザーズであるボルティモア・ブレッツを引き抜いた。
旅費の節約のため、レギュラーシーズンの試合数は前季の60試合から48試合に減らされた。各デビジョンから上位3チームがプレーオフに進出する（つまりプレーオフに出られないのは2チームのみ）。

## シーズン

### イースタン・デビジョン
| チーム                           | 勝 | 負 | 勝率 | ゲーム差 |
| -------------------------------- | -- | -- | ---- | -------- |
| フィラデルフィア・ウォリアーズ   | 27 | 21 | .563 | –        |
| ニューヨーク・ニックス           | 26 | 22 | .542 | 1        |
| ボストン・セルティックス         | 20 | 28 | .417 | 7        |
| プロビデンス・スチームローラーズ | 6  | 42 | .125 | 21       |

### ウエスタン・デビジョン
| チーム                   | 勝 | 負 | 勝率 | ゲーム差 |
| ------------------------ | -- | -- | ---- | -------- |
| セントルイス・ボンバーズ | 29 | 19 | .604 | –        |
| ボルティモア・ブレッツ   | 28 | 20 | .583 | 1        |
| シカゴ・スタッグズ       | 28 | 20 | .583 | 1        |
| ワシントン・キャピトルズ | 28 | 20 | .583 | 1        |

### スタッツリーダー
| 部門     | 選手                     | チーム                         | 記録  |
| -------- | ------------------------ | ------------------------------ | ----- |
| 得点     | マックス・ザスロフスキー | シカゴ・スタッグズ             | 1,007 |
| アシスト | ハウイー・ダルマー       | フィラデルフィア・ウォリアーズ | 120   |
| FG%      | ボブ・フィーリック       | ワシントン・キャピトルズ       | 34.0% |
| FT%      | ボブ・フィーリック       | ワシントン・キャピトルズ       | 78.8% |

※1969-70シーズン以前はアベレージよりも通算でスタッツリーダーが決められていた。

### 各賞
- All-BAA First Team
  - C エド・サドウスキー, ボストン・セルティックス
  - F ジョー・ファルクス, フィラデルフィア・ウォリアーズ
  - F ハウイー・ダルマー, フィラデルフィア・ウォリアーズ
  - F ボブ・フィーリック, ワシントン・キャピトルズ
  - G マックス・ザスロフスキー, シカゴ・スタッグズ

- All-BAA Second Team
  - G バディ・ジャネット, ボルティモア・ブレッツ
  - C スタン・ミアセック, シカゴ・スタッグズ
  - G カール・ブラウン, ニューヨーク・ニックス
  - G フレッド・スコラリ, ワシントン・キャピトルズ
  - G ジョニー・ローガン, セントルイス・ボンバーズ

### シーズン概要
- シカゴ・スタッグズのG-F、マックス・ザスロフスキーはこのシーズン唯一の通算1000得点を達成し、得点王となった。前季の得点王ジョー・ファルクスは5試合欠場したことが響き、2年連続の得点王はならなかった。
- リーグ全体のフィールドゴール成功率は28.4%、平均得点は72.7得点だった。

## プレーオフ・ファイナル
|  | 準々決勝 | 準々決勝                 | 準々決勝                 |                                |    | 準決勝     | 準決勝 | 準決勝 |  |  | ファイナル | ファイナル | ファイナル |
|  |          |                          |                          |                                |    |            |        |        |  |  |            |            |            |
|  | W2       | ボルティモア・ブレッツ   | 2                        |                                |    |            |        |        |  |  |            |            |            |
|  | E2       | ニューヨーク・ニックス   | 1                        |                                |    |            |        |        |  |  |            |            |            |
|  | E2       | ニューヨーク・ニックス   | 1                        |                                | W3 | スタッグズ | 0      |        |  |  |            |            |            |
|  |          |                          |                          |                                | W3 | スタッグズ | 0      |        |  |  |            |            |            |
|  |          |                          | W2                       | ブレッツ                       | 2  |            |        |        |  |  |            |            |            |
|  | E3       | ボストン・セルティックス | W2                       | ブレッツ                       | 2  | 1          |        |        |  |  |            |            |            |
|  | E3       | ボストン・セルティックス |                          |                                |    | 1          |        |        |  |  |            |            |            |
|  | W3       | シカゴ・スタッグズ       | 2                        |                                |    |            |        |        |  |  |            |            |            |
|  |          |                          |                          |                                |    |            |        |        |  |  | W2         | ブレッツ   | 4          |
|  |          |                          | E1                       | ウォリアーズ                   | 2  |            |        |        |  |  |            |            |            |
|  |          |                          |                          |                                |    |            |        |        |  |  |            |            |            |
|  |          |                          |                          |                                |    |            |        |        |  |  |            |            |            |
|  |          | W1                       | セントルイス・ボンバーズ | 3                              |    |            |        |        |  |  |            |            |            |
|  |          |                          |                          | 3                              |    |            |        |        |  |  |            |            |            |
|  |          |                          | E1                       | フィラデルフィア・ウォリアーズ | 4  |            |        |        |  |  |            |            |            |
|  |          |                          | E1                       | フィラデルフィア・ウォリアーズ | 4  |            |        |        |  |  |            |            |            |
|  |          |                          |                          |                                |    |            |        |        |  |  |            |            |            |

ボルティモア・ブレッツがBAA加入1年目にしてファイナル制覇を成し遂げた。ブレッツが2連覇を目指すフィラデルフィア・ウォリアーズを降し、優勝を決めたファイナル第6戦では、ブレッツの選手兼ヘッドコーチだったバディ・ジャネットが、ウォリアーズのジョージ・セネスキーとの接触で唇を切った。試合終了直後にすぐに切った箇所を縫ってもらい、その後のビール掛けに参加した。